# Amphilimnobia
Amphilimnobia là một chi ruồi trong họ Limoniidae. Chi này chỉ có 1 loài.

## Các loài
- Amphilimnobia leucopeza Alexander, 1920